# Smoothie King Center
Smoothie King Center (tidligere New Orleans Arena) er en sportsarena i New Orleans i Louisiana, USA, der er hjemmebane for NBA-holdet New Orleans Pelicans. Arenaen har plads til ca. 19.000 tilskuere, og blev indviet 19. oktober 1999.
Smoothie King Center blev i forbindelse med Orkanen Katrinas hærgen i New Orleans i 2005 hjemsted for hjælp til mange nødstedte. New Orleans Pelicans blev derfor tvunget til et år at spille sine hjemmekampe i Oklahoma City.